# Laboratoire d'imagerie fonctionnelle
Le laboratoire d'imagerie fonctionnelle (LIF) est un laboratoire de recherche situé sur le site de la Pitié-Salpêtrière de la faculté de santé de Sorbonne Université. Le LIF est une unité mixte de recherche (UMR S 678) qui a pour objectif de proposer, à partir d’applications ciblées, une approche multimodale permettant d’extraire du contenu des images médicales, des biomarqueurs pertinents et validés. 

## Effectifs
- Enseignants-chercheurs : 14
- Chercheurs : 6
- Praticiens hospitaliers : 6
- Personnels d'appui à la recherche : 6
- Post-doctorants : 7
- Doctorants : 14